# Arco Iris (álbum)
Arco Iris es el álbum debut de la banda de rock argentina Arco Iris, lanzado en 1970 por RCA Vik.

## Detalles
En este primer trabajo se vislumbran elementos del blues, jazz y hasta folclore argentino. A diferencia de otros grupos de rock, Arco Iris se destacó por utilizar flautas, saxos, cellos y diversos instrumentos de percusión no habituales para la época.
Durante la grabación de este álbum Arco Iris conformó una comunidad en El Palomar, provincia de Buenos Aires, que se regía por normas naturistas como la prohibición del consumo de carne, alcohol, drogas y sexo. Bajo la guía espiritual de una exmodelo ucraniana Danais Winnycka (Dana), los músicos comenzaron a experimentar otras prácticas de vida y en consecuencia acercarse a otros géneros musicales más allá del rock.
La portada del álbum es el símbolo que identifica a Arco Iris: la llave de Dana.

## Lista de canciones
Todas las canciones escritas y compuestas por Gustavo Santaolalla. 
| N.º   | Título                                    | Duración |  |
| 1.    | «Quiero Llegar»                           | 3:52     |  |
| 2.    | «Hoy Te Mire»                             | 2:22     |  |
| 3.    | «Camino»                                  | 3:58     |  |
| 4.    | «Coral»                                   | 1:17     |  |
| 5.    | «Te Quiero, Te Espero»                    | 2:39     |  |
| 6.    | «Luli»                                    | 0:42     |  |
| 7.    | «Canción De Cuna Para Un Niño Astronauta» | 4:06     |  |
| 8.    | «Y Una Flor (El Pastito)»                 | 2:00     |  |
| 9.    | «Tiempo»                                  | 5:43     |  |
| 10.   | «Y Ahora Soy»                             |          |  |
| 33:04 |                                           |          |  |

## Músicos
- Guillermo Bordarampé: bajo, chelo, timbales, maracas, efectos & voz
- Alberto Cascino: batería
- Ara Tokatlian: flautas, saxos, piano, clavas & voz
- Gustavo Santaolalla: guitarra, órgano, piano, tambor de Dakar, güiro efectos & voz

## Técnicos
- Gustavo A. Santaolalla: productor
- Fernando Falcón, Ricardo Kleinman: productores ejecutivos